# Bingerville
Bingerville és una localitat de Costa d'Ivori prop de la costa. Originalment un gran mercat, va créixer com la capital de la llavors colònia entre el 1909 i el 1934. Porta el nom de Louis-Gustave Binger, ex governador colonial francès. A la ciutat es poden apreciar molts edificis colonials amb grans jardins botànics. El 2005 tenia uns 83.105 habitant.
Bingerville forma part del Districte d'Abidjan.
Hi ha la seu de l'Institut de Recherches pour les Huiles et Oléagineux (IRHO), de l'Institut Français du Café et du Cacao (IFCC) i de l'Escola Militar tècnica preparatòria.